# Gmina Veliko Gradište
Gmina Veliko Gradište (serb. Opština Veliko Gradište / Општина Велико Градиште) – gmina w Serbii, w okręgu braniczewskim. W 2018 roku liczyła 15 966 mieszkańców.